# Megachile maxillosa
Megachile maxillosa  (лат.) — вид пчёл из семейства Megachilidae. Африка и Западная Азия. Полифаги, в Южной Африке и Намибии отмечены на цветках различных растений: Acanthaceae, Asclepiadoideae, Asteraceae, Brassicaceae, Fabaceae (Caesalpinioideae, Mimosoideae и Papilionoideae, Crotalaria), Pedaliaceae и Polygalaceae.